# マンハッタン・ミュニシパル・ビルディング
マンハッタン・ミュニシパル・ビルディング（英語: Manhattan Municipal Building）は、ニューヨーク市マンハッタン区シヴィック・センターに位置するニューヨーク市営のビルである。ミュニシパルとは「自治体の」という意味である。

## 概要
マンハッタン・ミュニシパル・ビルは、1898年に周辺自治体と合併したニューヨーク市政府の組織が巨大化して足りなくなったオフィススペースを補うために建設された。1909年に建設が始まり、ニューヨークの都市美運動の最後として1914年に完成した。有名な建築事務所であるマッキム・ミード・アンド・ホワイトのウィリアム・M・ケンダルが設計している。建物は、他のアメリカの都市の建築物にも大きな影響を与えている。そのボザール様式は、クリーブランドのターミナル・タワーやシカゴのリグレー・ビルディング、スターリン時代のソ連のセブン・シスターズの建築の見本となっている。
建物は、チェンバーズ通りとセンター通りの交差点に位置しており、住所はセンター通り1号である。ニューヨーク市地下鉄の駅と接続しており、周囲はシヴィック・センターと呼ばれる地区である。40階建ての高さは580フィート (180 m)で、世界最大の公共建築の1つである。ビルには、ニューヨーク市の13の機関が入っている。また、2009年にマンハッタン結婚局 (Manhattan Marriage Bureau) がセンター通り80号にある別の建物に移転するまで、毎年1万8,000人が2階のチャペルで結婚していた。
建物は、1966年にニューヨーク市歴史建造物に選ばれ、1972年にはアメリカ合衆国国家歴史登録財に登録された。

## 歴史
1884年のニューヨーク市の年次報告で、ニューヨーク市長のフランクリン・エドソンは、事務所の拡張が必要であることに言及した。しかし、ニューヨーク市庁舎（シティ・ホール）を増築することは、外観の美を損なうので不可能であるとも述べた。
市の機関が増加するにつれ、ダウンタウンやミッドタウンなどの民間の事務所ビルのスペースが使われるようになっていた。市政府は賃料の支払いを避けることを望んでおり、多くの機関を収容できる大型の事務所ビルの計画が浮上した。このため、建物の設計競技を開催することになった。
アブラム・ヒューイット市長は、1888年に、建設用地を検討する委員会を設立した。当時4つの案が提案されており、この競技が1888年から1907年まで続いた。用地の最終的な競技は、橋の理事たちによって開催された。彼は、ブルックリン橋のマンハッタン側の拠点となるトロリー・ハブの土地を既に所有していた。
設計競技は、最後に12の建築事務所が残っていた。採用されたのは、ウィリアム・ミッチェル・ケンダルとマッキム・ミード・アンド・ホワイトの若いパートナーだった。彼らは、ジョージ・B・マクレラン市長からコンテストに出場するよう促されていた。マッキム・ミードは、そのとき100人以上のスタッフを持つ世界最大級の建築事務所であった。マンハッタン市営ビルの設計は、この事務所にとって初めて手がける超高層ビルだった。
建設工事は1909年に開始され、1913年1月、ビルは建設中であったが一部使用が開始された。そして、1914年には全体が完成した。
現在のビルは、床面積100万平方フィート（90,000㎡）で、2,000人が働く13の機関を収容している。

## 建築
ビル内では様々な彫刻やレリーフが使われている。ビルの中央のアーチは、コンスタンティヌスの凱旋門に似ており、建物もローマ建築のようなつくりである。現在のチェンバーズ・ストリートは、短くなっていて、東側に通り抜けできないが、昔はアーチの下を自動車が通り抜けることができた。円柱のコンクリートのスクリーンは、アーチの側面を補強している。
テラコッタのヴォールトは、イタリア・ローマのファルネーゼ宮殿入口がモデルとなっている。また、南のアーケードの天井は、白いグアスタヴィーノ・タイルでできている。
建物のファサードは、1990年にワンク・アダムス・スラヴィンが復元している。

### 尖塔
1913年3月に取り付けられたビルの上に建つ「市民の栄誉の像」は、アドルフ・A・ウェインマンが制作した金めっきの像である。像は高さ25フィート（8メートル）で、マンハッタンで2番目に大きい。中心部のくぼんだ銅のシートのウェインマンのモデルからつくられ、その点は自由の女神像と似ている。像は、球体の上に裸足で建っており、栄誉を示すため、なだらかな服を着用し、王冠をかぶっている。彼女の左手には、ニューヨーク市の5つの行政区（マンハッタン、ブルックリン、ブロンクス、クイーンズ、スタテンアイランド）を表す5つに分かれた城壁冠を持っている。また、右手には勝利を表す盾を持つ。5つの丸屋根も、市の5つの行政区を表す。
オードリー・マンソン（1891 - 1996）は、ダニエル・チェスター・フレンチのモデルで、像のモデルともなった。アレクサンダー・ハミルトン税関の前にもたっている。また、彼女は恐らく、ペンシルヴァニア駅前の「Day」と「Night」の彫刻のモデルでもある。

ウェインマンはさらに、ビルの土台にあるパネルの寓話の彫刻もしている。

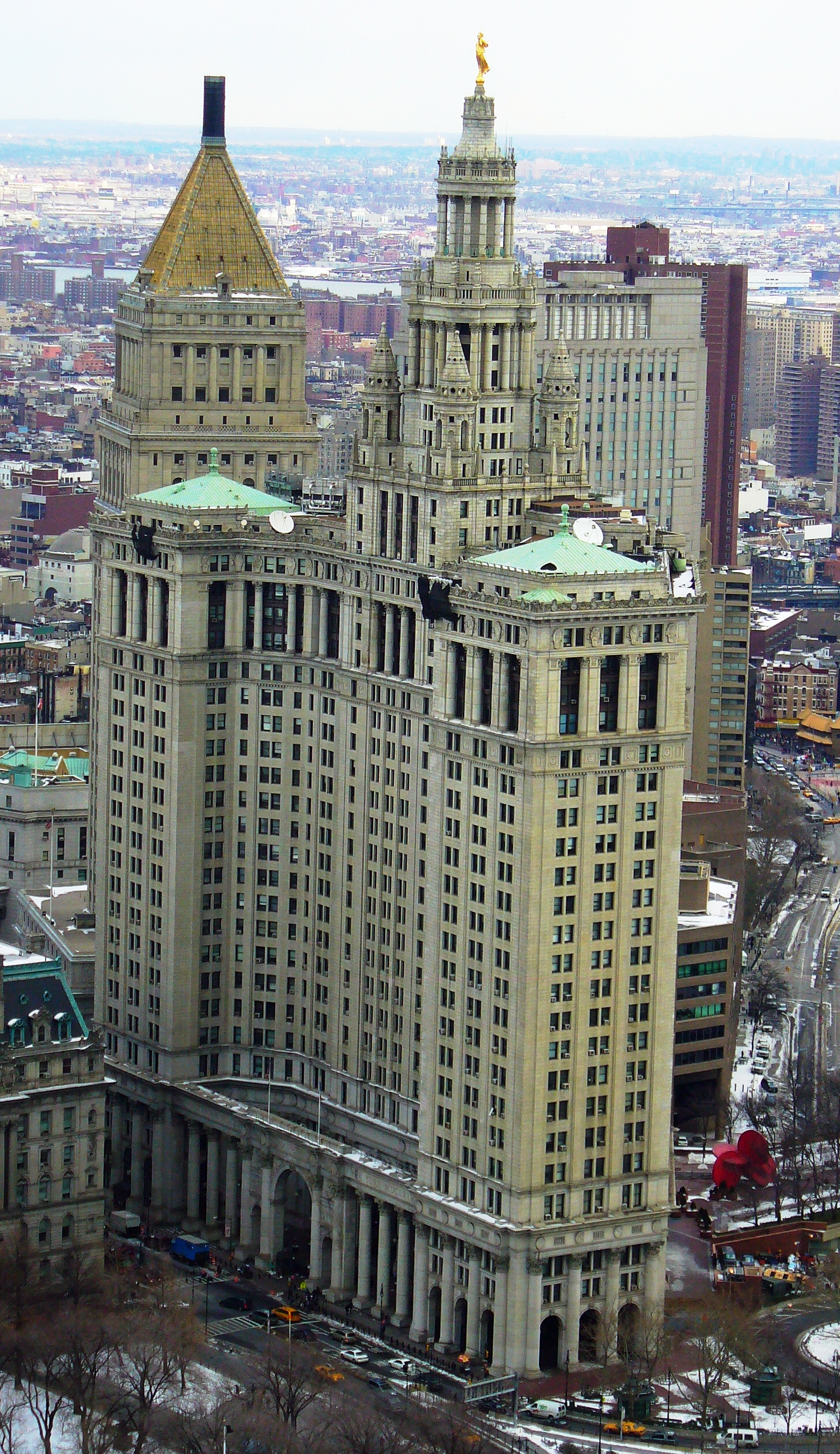
背後にあるサーグッド・マーシャル裁判所から撮影。

## ビル内の機関
マンハッタン市営ビル内にあるニューヨーク市の公共機関には、次のようなものがある。
- ニューヨーク市行政サービス局
- ニューヨーク市金融部
- ニューヨーク公共事業委員会
- マンハッタン区長オフィス
- ニューヨーク市公共監察
- ニューヨーク市検査官
- ニューヨーク郡書記
- ニューヨーク市史跡保存委員会
- ニューヨーク市支払給与管理局
- ニューヨーク市税金委員会
- ニューヨーク市情報通信部（DoITT）
- ニューヨーク市ビルディング部
- ニューヨーク州監察長官部
- ニューヨーク市環境保護部

## 主な文化
- マンハッタン市営ビルは、1984年の映画『ゴーストバスターズ』に登場する。また、2001年のロックスタービデオゲーム『マックスペイン』のレベル1のセッティングにもなっている。1974年の映画『サブウェイ・パニック』では、警察が100万ドルを運び、センター・ストリートを走る場面で短時間登場する。
- 1994年の映画『レオン』では、ゲイリー・オールドマンが演じる悪役スタンスフォードが、麻薬取締局のオフィス1402で登場する。
- ポピュラーな1990年代のシチュエーション・コメディー『イレーヌ・ベネス』でビル内で働く場面がある。
- 2000年のゲーム『ミッドナイト・クラブ・ストリート・レーシング』に登場する。
- 2008年のゲーム『グランド・セフト・オートIV』に登場する。
- 2011年のゲーム『Crysis 2』では、建物の中央部の構造が大半崩壊するように見える。

## ギャラリー

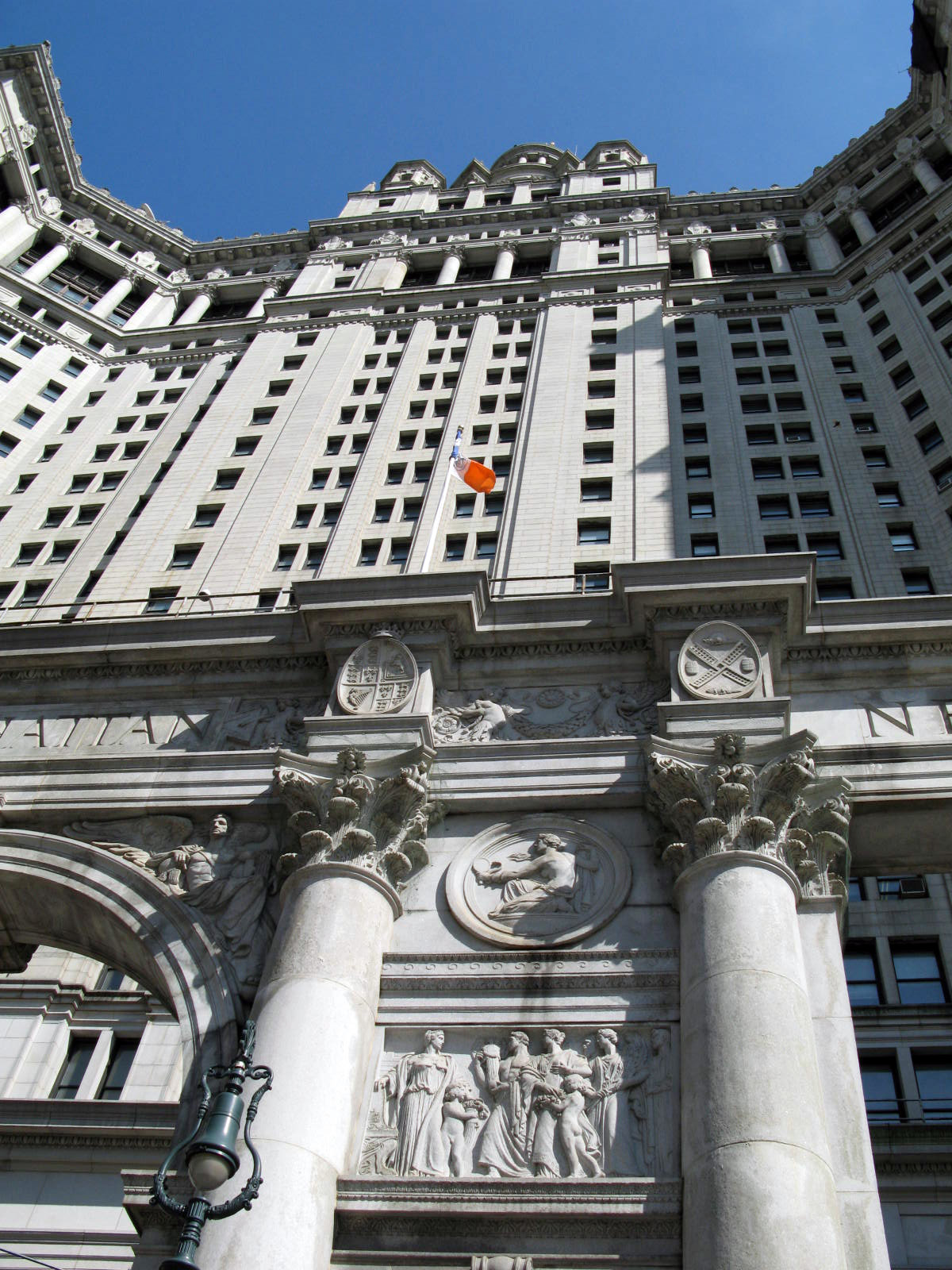
下から
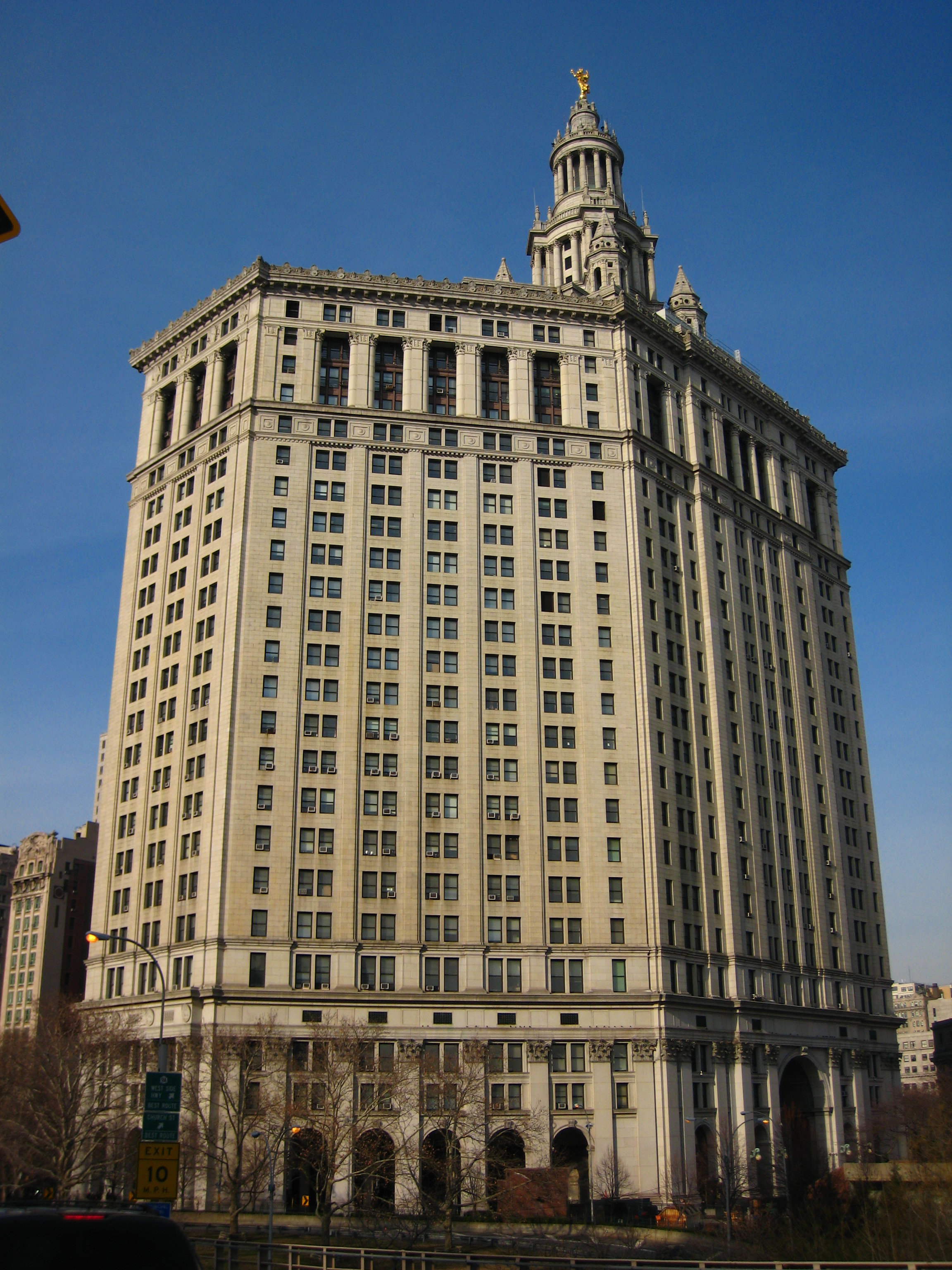
ブルックリン橋から見たビルの裏側
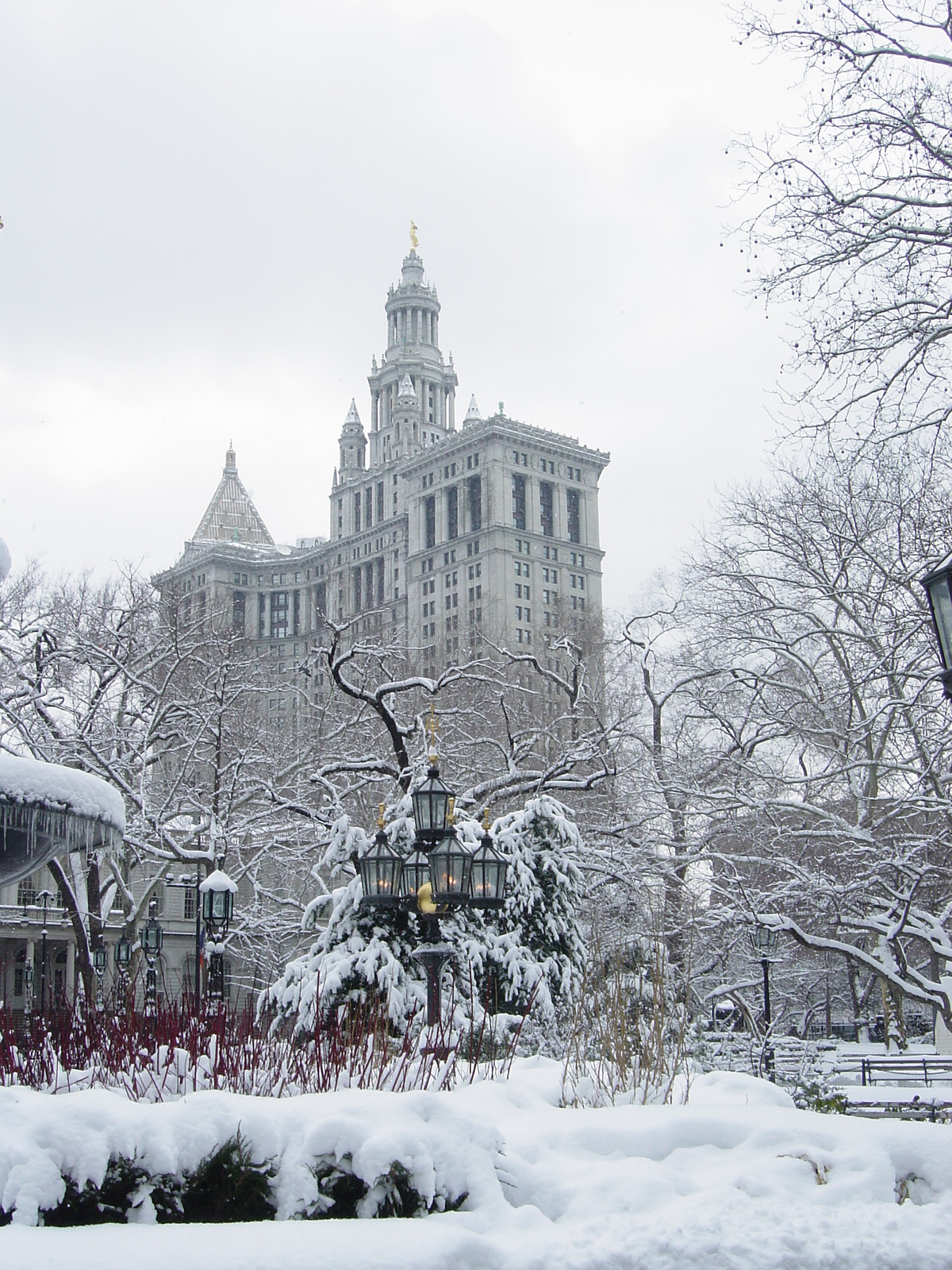
シティ・ホール・パークから
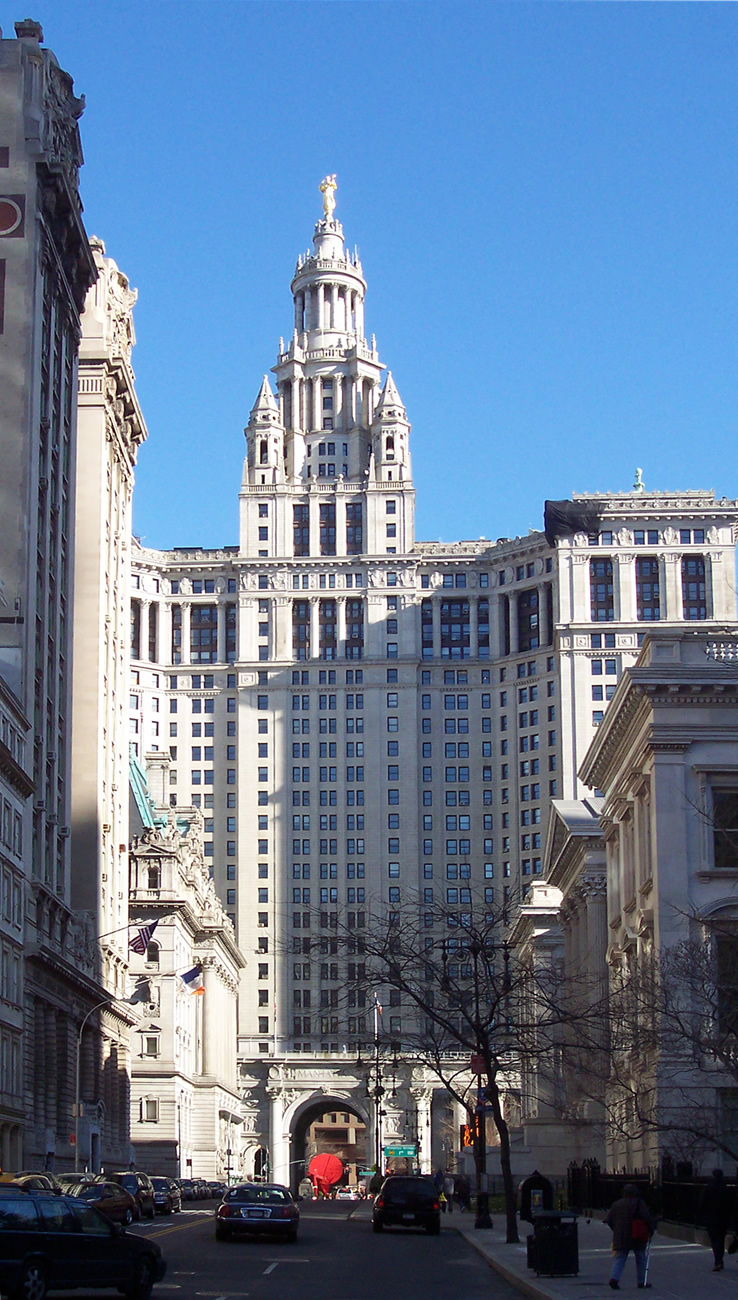
チェンバーズ・ストリートから